# Pejačevići
Obitelj Pejačević (mađarski: Pejácsevich i Pejácsevics, bugarski: Пеячевичи) je hrvatska plemićka obitelj koja je imala značajnu ulogu u političkom, društvenom, gospodarstvenom i kulturnom životu Hrvatske tijekom 18., 19. i početkom 20. stoljeća, a posebno je dala svoj obol razvitku Slavonije i imala istaknuto mjesto u njenoj povijesti. Iz obitelji je kroz prošlost poniklo niz znamenitih osoba, među kojima su bili političari, vojni časnici, visoki državni dužnosnici, svećenici, pisci i umjetnici. Dvojica su njenih članova, Ladislav (1824. – 1901.) i Teodor (1855. – 1928.), bili hrvatski banovi.

## Ishodišta podrijetla
Podrijetlo Pejačevića, prema nekim izvorima, seže u 14. stoljeće, i to na područje tadašnjeg jugoistočnog dijela srednjovjekovne hrvatske države, odnosno današnjeg središnjeg dijela teritorija Bosne i Hercegovine. Pejačevići se čak dovode u vezu s bosanskim kraljem Stjepanom Dabišom (stolovao 1391. – 1395.), odnosno da potječu od njegovog sina Parčije, čiji su se potomci nazivali Parčevići, a kao jedan od ogranaka te obitelji su nastali Pejačevići.
O tome iscrpno piše u pedesetdevetom svesku „Arhiva za austrijsku povijest“ Carske akademije znanosti („Archiv für österreichische Geschichte“ herausgegeben von der Kaiserlichen Akademie der Wissenschaften) izdanog u Beču 1880. godine, gdje se nalazi poglavlje o Petru barunu Parčeviću (1612. – 1674.), marcianopoljskom nadbiskupu. Tekst tog poglavlja temelji se na istraživanjima Julijana grofa Pejačevića (1833. – 1906.), kroničara svoje obitelji. Unatoč sumnjama nekih povjesničara, kasnije analize uglavnom su pokazale da su njegove tvrdnje povijesno utemeljene. To se poglavito odnosi na istraživanja bugarske historiografije, uključujući ona koja su u dvadesetim i tridesetim godinama prošlog stoljeća izvršili Bojan Penev i Boris Jocov, a koja su se pozabavila povezanim obiteljima Parčević i Pejačević (te nekim drugim obiteljima koje su s njima bile u srodstvu), i to za vremensko razdoblje dok su te obitelji boravile na području današnje Bugarske. Detaljno se o tome govori u člancima bugarske nacionalne enciklopedije „Enciklopedija Bulgaria“ (Sofija, 1981. – 1997.).

## Bugarsko razdoblje
Kao preteče Pejačevića, Parčevići su se, spletom okolnosti, u drugoj polovici 14. stoljeća naselili u Bugarskoj. „Enciklopedija Bulgaria“ specificira da je Parčija sa svojom obitelji tamo stigao s dubrovačkim trgovcima, odnosno uz posredovanje trgovačkih veza Dubrovačke Republike. Razlog tom preseljenju nije sa sigurnošću utvrđen, ali je najvjerojatnije vezan uz sukobe s drugim suparničkim velikašima na području tadašnje jugoistočne Hrvatske, odnosno na teritoriju Bosanskog Kraljevstva. Parčijina je obitelj, naime, tamo imala svoje posjede, od kojih se u nekim izvorima izrijekom spominje Narona.
Boraveći najprije u Trnovu u središnjoj Bugarskoj (do 1399. godine), Parčevići sele u zapadnije dijelove zemlje. Kao njihovo sjedište najviše se od tada spominje rudarski gradić Čiprovci, u oblasti Montana. Neki povjesničari stoga drže da obitelj zapravo odonud vuče podrijetlo.
Čiprovci su u to vrijeme bili upravno, gospodarsko i kulturno sjedište cijele regije, ležeći u plodnoj dolini rijeke Ogosta, pritoka Dunava, uz obronke Stare planine (Balkan) i blizu današnje granice sa Srbijom. U blizini naselja otkrivena su bogata nalazišta ruda, među kojima zlata, srebra, bakra i olova. Rudarstvo su tamo razvili saski rudari, koji su se doselili u 13. i 14. stoljeću i bili katoličke vjere, za razliku od starosjedilačkih pravoslavnih Bugara. Osim njih, došli su onamo i dubrovački trgovci te bosanski franjevci. Još veća mješavina nacionalnosti i religija nastala je na tom području nakon turske okupacije. 
Osim u Čiprovce, neki ogranci Parčijine obitelji naselili su se u druga okolna mjesta, pa čak su neka nova i osnovali, kao što su na primjer Kneže, Pejakovo (ili Pejačevo) i Čerka. Po tim su mjestima pojedini ogranci dobili imena, te su, osim Parčevića, postojali Kneževići (Knezovići), Pejačevići, Čerkići i Tomagjonovići.

### Rodoslovlje prvih Pejačevića
- Parčija - spominje se 1386.

- Nikola I. Parčević - sin Parčije
- Andrija I. Parčević - sin Parčije

- Petar I. Parčević - sin Andrije I., umro nakon 1423.

- Nikola II. Parčević - sin Petra I., spominje se 1437. – 1470.

- Gjoni (Ivan, Gyoni, Gioni ili Giono) Parčević - sin Nikole II., spominje se 1481., imao je sinove:

- Ivan I. Parčević - spominje se 1563.
- Stjepan Knežević
- Tomislav (Tomo) Tomagjonović
- Dmitar Pejačević - spominje se 1561. – 1563., prvi se počeo zvati Pejačevićem

- Nikola I. Pejačević

- Juraj (Đuro) I. Pejačević - barun, oženjen Margaretom Parčević

- Marko I. Pejačević
- Matija I. Pejačević - oženjen Agatom Knežević, umro oko 1688.

### Veze s franjevcima
U dugom vremenskom razdoblju u kojem su Pejačevići živjeli u Bugarskoj neprestana je njihova povezanost i isprepletenost s franjevcima provincije Bosne Srebrene, koji su još u 14. stoljeću došli u Bugarsku. Kako to navodi prof. dr. sc. Vitomir Belaj s Filozofskog fakulteta u Zagrebu u svom radu „Act Bulgariae ecclesiastica oca Euzebija Fermendžina kao etnološki izvor“ u sklopu Zbornika radova znanstvenog skupa pod nazivom „Život i djelo o. Euzebija Fermendžina“ iz 1998. godine, franjevci su prvi put došli iz Bosne u zapadnu Bugarsku još za bosanskoga vikara Bartula Alvernskoga, oko 1366. godine.
Povijesne veze Pejačevića, odnosno njihovih predaka, s franjevačkim redom započete su zacijelo još u tom ranom razdoblju, a posebno su intenzivirane u vrijeme kada su od kraja 16. stoljeća u bugarsku katoličku enklavu u Čiprovcima dolazile od pape poslane katoličke misije. Kada je papa Klement VIII. (1592. – 1605.) poslao u Bugarsku svog vizitatora bosanskog franjevca Petra Zlojutrića, poznatijeg kao Petar Solinat (jer je bio podrijetlom iz mjesta Soli, što je stari naziv za današnju Tuzlu), tamošnji su ga katolici uspjeli zadržati, pa je 1601. godine on postao prvi biskup novoutemeljene sofijske biskupije sa sjedištem u franjevačkom samostanu u Čiprovcima. Solinat je od turskih vlasti uspio ishoditi dozvolu da se u Bugarskoj otvore novi samostani, župne crkve pa čak i katolička škola u Čiprovcima, koja je osnovana 1625. godine.
Pejačevići i njihove srodne obitelji bili su, dakle, usko povezani s franjevcima, bilo kroz školovanje svoje djece, bilo putem izravnog ulaska njihovih pripadnika u franjevački red. Najpoznatiji među njima bio je, već spomenuti, ugledni franjevac, književnik i diplomat Petar Parčević, rođen u Čiprovcima, a školovan u Italiji. On se cijeli život borio za poboljšanje teškog položaja katolika u Bugarskoj, pa ga je 1656. godine, između ostalog i zbog toga, papa Aleksandar VII. (1655. – 1667.) postavio za marcianopoljskog (preslavskog) nadbiskupa. Godine 1657. habsburški ga vladar Leopold I. proglašava barunom, što je potvrđeno i 1668. godine, kada postaje administrator i apostolski vikar Moldavije.   

### Činjenice o hrvatskom podrijetlu
Cijeli je niz činjenica koje potvrđuju izvorno hrvatsko podrijetlo Pejačevića. Nesporno je da je veliki dio bugarskih katolika, posebice onih u čiprovačkoj enklavi i njenoj okolici, bio podrijetlom iz ondašnjih hrvatskih ili bosanskih krajeva, a napose s područja Dubrovačke Republike. Ne samo uska povezanost i suživot bugarskih katolika s franjevcima, nego i sama organizacijska pripadnost Franjevačkoj provinciji Bosne Srebrene govori tome u prilog.
Povijesni dokumenti vezani uz bugarske katolike koji su do danas očuvani, a potječu s više područja današnje Bugarske (npr. Čiprovci, Sofija, Trgovište, Rakovski itd.), među kojima ima puno pisama, napisani su (osim na talijanskom, latinskom i njemačkom) i na hrvatskom jeziku, i to „neki hrvatskom ikavštinom, a neki dubrovačkim govorom, pri čemu se kod većine vidi manji ili veći utjecaj bugarskog“, kako to navodi već spomenuti profesor Belaj. Zanimljivo je da se u nekim dokumentima jezik dubrovačkih trgovaca, koji su niz naraštaja živjeli u Bugarskoj, naziva „bosanskim“, kako to stoji primjerice u jednom vizitatorskom pismu ninskog biskupa iz 1581. godine. U nekim drugim pak dokumentima dubrovački se govor naziva „ilirskim“.
Među najvažnije očuvane dokumente spadaju vizitacijska izvješća i izvješća o stanju crkava, koja u istom smislu dokumentiraju etnokulturne procese, status i kontinuitet katoličkog pučanstva u pojedinim dijelovima Bugarske, pa i šire, jer na primjer jedno vizitacijsko izvješće iz 1580. godine spominje „selo Gorusane, udaljeno 30 milja od Carigrada“, u kojem su živjeli katolici iz Bosne. U čiprovačkoj se katoličkoj školi, osim na bugarskom, govorilo i pisalo na hrvatskom jeziku, jer su njeni polaznici, uz djecu bugarske nacionalnosti, bili i pripadnici hrvatske etničke skupine. Konačno, ne i najmanje važna je činjenica da sama prezimena čiprovačkih katoličkih obitelji, pa tako i Pejačevića, završavaju na „ić“, što ne upućuje na to da bi bila izvorno bugarska, nego da su karakteristična za hrvatski identitet.
Ako i postoje sumnje (zbog nedostatka materijalnih dokaza) da su Pejačevići izravno povezani s bosanskim kraljem Stjepanom Dabišom po muškoj liniji, bilo kakve sumnje u, općenito gledajući, hrvatsko podrijetlo te obitelji nemaju nikakve osnove.
U razmjerno teškim okolnostima turske okupacije čiprovačkog kraja, Pejačevići su uspjeli zadržati svoj hrvatski identitet, te su se, kad je nakon poraza Turaka pod Bečom 1683. godine došlo do Velikog turskog rata, pridružili ustanku protiv Osmanlija, imajući dapače pritom vodeće uloge.

### Čiprovački ustanak 1688.
Habsburška carska vojska, potpomognuta trupama drugih europskih država, poslije oslobođenja Beča od opsade prodrla je duboko u tadašnji turski teritorij na jugoistoku Europe. Čiprovački su katolici tada podigli bunu, nadajući se da će osloboditi svoj zavičaj od osmanske vlasti. Na čelu ustanika bili su braća Ivan i Mihail Stanislavov, te Bogdan Marinov, a jedan od vođa bio je i Đuro II. (bugarski: Georgi) Pejačević (1655. – 1725.), sin Matije I. Pejačevića.
Turci su bunu krajem 1688. godine ugušili, a Čiprovce i okolna, mahom rudarska, naselja, kao što su bila primjerice Klisuru, Železnu i Kopilovce, opustošili. Preživjelo stanovništvo, među kojima su bili i Pejačevići, uključujući Đurinu braću Marka II. i Ivana, a možda i najstarijeg brata Nikolu, moralo se povući, te je izbjeglo na sjever, na područje koje je kontrolirala habsburška vlast. Prema nekim izvorima Nikola Pejačević bio je u to vrijeme već pokojan. Braća su se tada, nakon kraćeg razdoblja mijenjanja boravišta, trajno sa svojim obiteljima naselila na od Turaka novooslobođenom području Slavonije i Srijema.

## Uspon obitelji u Slavoniji i Srijemu

### Prve godine povratka
Pejačevići su bili jedna od niza katoličkih obitelji koje su, bježeći od turskog progona, iz bugarskih Čiprovaca, najvjerojatnije preko Vlaške i Erdelja, izbjegle najprije u ugarski Pečuh, a zatim u Osijek. Prema navodima povjesničara dr Josipa Bösendorfera u stručnom časopisu „Narodna starina“, svesku izdanom u Zagrebu 1932. godine (u tekstu pod nazivom „Kolonija Čiprovčana u Osijeku“), “ti Čiprovčani dolaze u Osijek iz Pečuha, odakle bježe radi Rákóczijeve bune. Javljaju se, dakle, u prvoj dekadi XVIII stoljeća. Sve su te familije ženidbama međusobno povezane, jedna drugoj svjedoči na javnim ispravama, kumuju međusobno kod vjenčanja i krštenja, svjedoci su kod sudbenih postupaka“. Dr Bösendorfer nabraja, opisuje te prikazuje rodoslovlje svake od tih osječko-čiprovačkih obitelji, i to ovim redom: Margići, Gegići, Stejkići, Čerkići, Frankolukini, Nikolantini (Nikolantići), Lekići, Adamovići i Pejačevići.
U rodoslovlju obitelji Pejačević dr Bösendorfer je naveo i zanimljiv podatak da je već Gjoni (Ivan) Parčević imao titulu baruna, koju su naslijedili njegovi sinovi Ivan I. (Parčević), Stjepan (Knežević), Tomo (Tomagjonović) i Dmitar (Pejačević). Taj podatak nije sukladan s onim u „Arhivu za austrijsku povijest“ iz 1880. godine, gdje se barunski naslov javlja tek uz ime Gjonijevog unuka Mihajla I. Parčevića, sina Ivana I. Parčevića, a oca Petra II. Parčevića, marcianopoljskog nadbiskupa, najznamenitijeg među Parčevićima.

### Obnova barunstva
Kako god bilo, pouzdan je podatak da je 10. lipnja 1712. godine austrijski car i hrvatsko-ugarski kralj Karlo III. Habsburški potvrdio pripadnicima obitelji Pejačević barunstvo, odnosno obnovio im taj naslov iz razdoblja kada su bili u Bugarskoj.
Dok se jedan dio Pejačevića skrasio u Osijeku, i to onaj braće Marka II. (1664. – 1727.) i Ivana (1666. – 1724.), drugi je dio, na čelu s Đurom II., formirao obiteljski krug stacioniran u Srijemu i Bačkoj. O tome opširno piše u znanstvenom radu profesorice Silvije Lučevnjak, ravnateljice Zavičajnog muzeja Našice, koji nosi naslov „Obitelj Pejačević i Virovitica“, a objavljen je u Zborniku radova međunarodnog simpozija pod nazivom „725 godina franjevaca u Virovitici“, izdanog 2006. godine od strane Hrvatske akademije znanosti i umjetnosti (HAZU). Navodi se da se Đuro II. Pejačević, nakon što je napustio vojnu službu 1696. godine, počeo baviti poslovima upravitelja poštanske službe u Bačkom okrugu. Spretan u trgovačkim poslovima, isto kao i njegova braća, stalno je stjecao nova vlasništva nad nekretninama, unatoč tome što je razmjerno često selio obiteljsko sjedište. Uz zemljišta, Pejačevići su trgovali kućama, stokom i žitaricama, i to sve do područja Austrije i sjeverne Italije.
Jedan od Đurinih sinova, Nikola II. Leopold Pejačević (1706. – 1732.), postao je upravitelj Odescalchijeva imanja sa sjedištem u Iloku, i taj je posao obavljao između 1728. i 1730. godine. U tom su mu unosnom poslu pomagali brat Đuro III. i bratić Marko III. Aleksandar (1694. – 1762.), sin Ivana Pejačevića, koji je živio u Osijeku.
Početkom tridesetih godina 18. stoljeća obitelj je značajno ojačala i učvrstila svoj položaj, te kupuje posjede najprije u Orahovici i Feričancima (1730.), nakon toga u Našicama i Podgoraču (1734.), a zatim veliko mitrovičko vlastelinstvo (1745). Marko III. Aleksandar postao je 1745. godine administrator novoosnovane Srijemske županije, a 1751. proglašen je u Iloku velikim županom srijemskim.

### Dobivanje virovitičkog vlastelinstva
Budući da je u međuvremenu (1747. godine) dio mitrovičkog imanja potpao pod Vojnu krajinu, Marku III. u zamjenu je dano pravo na posjed virovitičkog i retfalačkog vlastelinstva (potonja je lokacija tada bila naselje nadomak Osijeku, a danas je njegovo predgrađe). Preostali dio onog mitrovičkog dobio je novo sjedište - Rumu. Dana 29. kolovoza 1749. godine austrijska carica i hrvatsko-ugarska kraljica Marija Terezija dodijelila je virovitičko imanje Marku III. Aleksandru barunu Pejačeviću, te je ono postalo u drugoj polovici 18. stoljeća najznačajniji obiteljski posjed, a Markovi su ga nasljednici imali u vlasništvu sljedeće 92 godine, sve do 1841.
U vrijeme Marka III. obitelj Pejačević ostvarila je najveće teritorijalno širenje i postala jedna od najvećih veleposjedničkih loza u Slavoniji, pa i šire, a sam barun Marko je, premda suočen s povremenim bunama svojih kmetova, zaslužan za gospodarski i kulturni razvoj područja kojima je upravljao. Umrijevši 1762. godine bez vlastitih potomaka, Marko Pejačević ostavio je svoje posjede rođacima Leopoldu i Josipu II. (Našičkom).
Istodobno, jedan je drugi član obitelji postao znamenit, osobito u crkvenim krugovima: Franjo Ksaver Pejačević. Rođen u Osijeku 15. srpnja 1707. kao najmlađi sin Ivana Pejačevića (1666. – 1724.) i njegove supruge Marije rođ. Stejkić, postao je bogoslov, član Družbe Isusove. Službovao je po najuglednijim gimnazijama i visokim učilištima od Zagreba, Požege i Ljubljane do Linza i Pečuha, te na sveučilištima u Beču i Grazu. U razdoblju 1756. – 1758. bio je rektor Sveučilišta u Grazu. Značajan je hrvatski povjesničar. Umro je u Požegi, 7. listopada 1781.

## Ogranci
S obzirom na brojnost i teritorijalnu rasprostranjenost obitelji Pejačević, historiografija ih je podijelila u nekoliko ogranaka, nazvanima prema njihovim najvažnijim imanjima, i to na našički, virovitički i rumsko-retfalački. 

### - Našički
Našičko je vlastelinstvo bilo jedan od posjeda obitelji kojim je upravljao Josip II., sin Marka II. Pejačevića, koji je rođen u Osijeku 7. rujna 1710. godine, a umro u Sopronu, u Mađarskoj, 30. travnja 1787. Josip je tu gospoštiju, zajedno s bratom Ignjatom Tomom, kupio 3. kolovoza 1734. godine za 18.000 forinti i nakon završetka svoje vojne službe izgradio u samim Našicama kuriju za svoju obitelj. Njegovi će potomci živjeti na tom posjedu kontinuirano sljedećih 211 godina.
Kada je u šezdestim godinama 18. stoljeća u relativno kratkom vremenu umrlo nekoliko muških članova Pejačevića, sva njihova imanja naslijedio je Josip, jer je ostao jedini muški potomak u široj obitelji. Tako su se svi obiteljski posjedi, od Virovitice preko Našica, Podgorača i Retfale do Rume, našli u rukama jednog čovjeka.
Josipa II. Pejačevića su nakon njegove smrti naslijedila njegova djeca Žigmund (1741. – 1806.), Josipa Elizabeta, Karlo III. Ferdinand (1745. – 1815.) i Antun (1749. – 1802.). Budući da je našičko imanje, nakon raspodjele među braćom, pripalo Karlu III. Ferdinandu, njega se smatra osnivačem našičke loze Pejačevića.  Krajem 18. i početkom 19. stoljeća on je započeo s pripremama za izgradnju novog dvorca u Našicama, a priključio mu se njegov sin Vincencije Ljudevit. Dvorac je završen i useljen 1812. godine, a kasnije je (1865.). dograđen i arhitektonski obogaćen, tako da je postao reprezentativno zdanje u neobaroknom stilu. Taj je graditeljski zahvat poduzeo Vincencijev mlađi brat Ferdinand Karlo Rajner Pejačević (1800. – 1878.).
Od Ferdinanda Karla Rajnera potječu svi danas živući Pejačevići. Među njegovom mnogobrojnom djecom su, među ostalima, Ladislav, budući hrvatski ban, i Julijan, već spomenuti historiograf svoje obitelji.
Našički ogranak obitelji ima svoje živuće muške potomke i danas, koji doduše ne žive u Hrvatskoj, ali su zainteresirani za realizaciju povrata svoja dva dvorca (velikog i malog) u Našicama, koji su im oduzeti poslije drugog svjetskog rata.

### - Virovitički
Začetnikom virovitičkog ogranka Pejačevića još se zapravo može smatrati Josipa II., koji je, nakon što su izumrli njegovi rođaci, vlasnici virovitičkog vlastelinstva, preuzeo to imanje 1769. godine. Isplatio je sve ranije nastale dugove, koje su njegovi rođaci napravili, te uložio znatna sredstva (oko 125.000 forinti) u unaprjeđenje gospodarstva.
On je dobio veliko priznanje 22. srpnja 1772. godine, kada mu austrijska carica i hrvatsko-ugarska kraljica Marija Terezija dodjeljuje nasljednu titulu grofa. Od tada cijela obitelj nosi naslov “Pejačevići od Virovitice“, a Josip mijenja svoj potpis, pa se, kako to navodi već spomenuta prof. Lučevnjak, od tada potpisuje kao virovitički, a ne više našički.
Josipa II. na virovitičkom imanju nasljeđuje njegov najmlađi sin Antun (1749. – 1802.), punog imena Antun Mihajlo Ignjat Nepomuk Viktorin Pejačević, prvi pravi predstavnik virovitičkog ogranka. Bio je oženjen Barbarom groficom Drašković, a školovao se na bečkoj Terezijanskoj vojnoj akademiji. Ostvario je zavidnu vojničku karijeru u Habsburškoj carskoj vojsci, napredovavši vrlo brzo u časničkoj hijerarhiji i stekavši 1801. visoki čin podmaršala. Sudjelovao je u mnogim bitkama i ratovima, među kojima u ratu za bavarsko naslijeđe, u bitkama protiv Francuske na rijeci Rajni, te u ratovima s Turcima na bosanskoj granici. Godine 1800. započeo je s izgradnjom novog velikog dvorca u središtu Virovitice, čije dovršenje 1804. nije dočekao, jer je u međuvremenu umro.
Virovitički ogranak Pejačevića nastavljaju Antunovi sinovi Antun (oko 1775. – 1838.) i Stjepan (iza 1775. – 1824.), koji nisu uspješno vodili gospodarstvo, pa su zapali u dugove. Poslije njihove smrti Antunov istoimeni sin prodao je 1841. godine virovitičko imanje preopterećeno dugovima te se preselio u Ugarsku, u Budim. Zbog toga neki taj ogranak zovu i budimski. Ni Antun, kao niti njegov brat Ivan Nepomuk, nisu imali potomstva, pa je ova grana obitelji izumrla.

### - Rumsko-retfalački
U svojoj oporuci datiranoj 15. rujna 1780. godine grof Josip II. Pejačević ostavio je svom najstarijem sinu Žigmundu (1741. – 1806.) rumsko i retfalačko imanje, čime je utemeljen istoimeni ogranak obitelji. Žigmund je imao samo jednog sina, Ivana Nepomuka (1765. – 1821.), ali zato devet unuka, pa se njegov ogranak u prvoj polovici 19. stoljeća znatno razgranao. Ipak, njegovi unuci i praunuci ili nisu uopće imali djece, ili su dobili samo žensko potomstvo, pa se rumsko-retfalačka loza po muškoj liniji ugasila početkom 20. stoljeća.
Najznačajniji predstavnik ove grane bio je Petar grof Pejačević (1804. – 1887.), najstariji sin Ivana Nepomuka. Obnašao je mnoge dužnosti, među kojima velikog župana Križevačke županije, zatim velikog župana Virovitičke, odnosno Osječke županije, pa velikog župana Srijemske županije, zastupnika u Hrvatskom saboru, ministra za Hrvatsku, Slavoniju i Dalmaciju u ugarskoj Vladi, te carskog i kraljevskog komornika. U vrijeme burnih događaja koji su uslijedili nakon revolucionarne 1848. godine, dolazio je, kao izrazito mađaronski orijentiran, u sukobe s Hrvatskim saborom.

## Hrvatski banovi
Obitelj je kroz prošlost dala niz istaknutih i uglednih osoba, među kojima i dvojicu koja su obnašala visoku dužnost hrvatskog bana: Ladislava i Teodora.
Ladislav grof Pejačević (1824. – 1901.), bio je sin Ferdinanda Karla Rajnera, a unuk Karla III. Ferdinanda iz našičkog ogranka obitelji. Bio je utjecajan hrvatski političar, saborski zastupnik iz Unionističke stranke, te kao član hrvatskog izaslanstva sudjelovao je 1868. godine u sklapanju Hrvatsko-ugarske nagodbe. Funkciju hrvatskog bana vršio je od 1880. do 1883. godine.
Kada je 15. srpnja 1881. proglašeno sjedinjenje Vojne krajine s Hrvatskom, Pejačevića je zapala zadaća da provede taj posao. Dana 1. kolovoza 1881.  uprava Krajine bila je predana banu.
Nakon što je Ministarsko vijeće u Beču zaključilo da će postavljeni dvojezični hrvatsko-mađarski grbovi u Hrvatskoj ostati, bez obzira na protivljenje hrvatskog državnog vodstva, ban Pejačević podnio je 24. kolovoza 1883. ostavku, koju je kralj 4. rujna prihvatio. Banom je potom postao Mađar Dragutin Khuen-Héderváry.
Dr Teodor grof Pejačević (1855. – 1928.) rođen je u Našicama kao najstariji sin bana Ladislava Pejačevića. Bio je dugogodišnji veliki župan Virovitičke županije, hrvatski ban od 1903. do 1907. godine, a od 1913. do 1917. sudjelovao je kao hrvatski ministar u ugarskoj vladi.
Za vrijeme njegovog banovanja donošenjem Riječke i Zadarske rezolucije programira se politika novog smjera, te dolazi do stvaranja Hrvatsko-srpske koalicije, koja 1906. pobjeđuje na izborima za Sabor.
Kao i njegov otac, napustio je banski položaj, i to nakon spora koji je nastao s Mađarima kad je dao skinuti mađarske natpise sa zgrada državne željeznice.
U Teodorovoj obitelji rodila se, kao treće dijete, kći Dora (1885. – 1923.) poznata hrvatska skladateljica.

## Pripadnici obitelji u drugoj polovini 20. stoljeća
Završetkom Drugog svjetskog rata i dolaskom komunizma u istočnu i srednju Europu, posjedi obitelji su oduzeti, a njezini članovi prognani. Preživjeli pripadnici obitelji izbjegli su iz FNR Jugoslavije, Narodne Republike Mađarske i Čehoslovačke Socijalističke Republike u zemlje Zapadne Europe (Austrija, Švicarska, Italija, Francuska, Njemačka, Velika Britanija, Španjolska) i u Sjevernu i Južnu Ameriku (Argentina, Urugvaj, Kolumbija, Venezuela i Sjedinjenje Američke Države). U nekima od navedenih zemalja, pojedini članovi šire obitelji Pejačević već su imali ranije svoje prebivalište. Povratkom demokracije u Hrvatsku bivši su obiteljski posjedi vraćeni uz izuzetke svojim prethodnim vlasnicima, odnosno, njihovim nasljednicima.

## Pripadnici obitelji danas
U Zagrebu u Hrvatskoj živi barun Nikola Adamović Čepinski, vitez i veleposlanik Malteškog reda u Republici Hrvatskoj, koji je izdanak Pejačevića po majčinoj liniji.
U Buenos Airesu u Argentini žive članovi porodice koji su potomci grofa Petra Pejačevića (1908. – 1987.), drugog sina Marka VI. (1882. – 1923.) i unuka dr. Teodora Pejačevića. Marcos Pejacsevich (rođen u Osijeku 1940. godine) poduzetnik i predsjednik Argentinsko-hrvatske gospodarske komore je Petrov mlađi sin.
U Beču u Austriji sa svojom obitelji živi Ladislav Pejačević, rođen 1941. godine, potomak Petrovog mlađeg brata Geze, rođenog 1917. godine.
U Velikoj Britaniji žive nasljednici Marka VII., najmlađeg Petrovog brata i sina Marka VI., koji je rođen u Budimpešti 1923. godine. Markov sin Petar rođen je u Londonu 1954., godine, a unuk Aleksandar 1988. godine.
U Sjedinjenim Američkim Državama žive pripadnici drugog ogranka Pejačevića, koji potječu od Karla IV. (1825. – 1880.), drugog sina Ferdinanda Karla Rajnera, odnosno mlađeg brata hrvatskog bana Ladislava Pejačevića. Karlov praunuk Andrija Pejačević, rođen je 1910. godine i oženio se u Pasadeni 1954. godine, gdje mu se rodila kći Andrea.

## Vanjske poveznice
- Pejačevići među istaknutim velikaškim obiteljima Hrvatske Podravine  Arhivirana inačica izvorne stranice od 19. srpnja 2011. (Wayback Machine)
- Fotografije nekih članova obitelji  Arhivirana inačica izvorne stranice od 30. prosinca 2009. (Wayback Machine)
- Pejačevići u Našicama  Arhivirana inačica izvorne stranice od 21. srpnja 2011. (Wayback Machine)
- Povijest Čiprovaca  Arhivirana inačica izvorne stranice od 24. siječnja 2011. (Wayback Machine)
- Dva Pejačevićeva dvorca u Našicama  Arhivirana inačica izvorne stranice od 18. srpnja 2011. (Wayback Machine)
- Dvorac u Našicama – predmet primopredaje starim vlasnicima